# Makszim Gennagyijevics Bobok
Makszim Gennagyijevics Bobok (oroszul: Максим Геннадиевич Бобок) (Minszk, 1974. október 25. –) Európa-bajnoki ezüstérmes orosz tőrvívó.